# Jimmy Riley
Pour les articles homonymes, voir Riley.
Martin James Norman Riley dit Jimmy Riley, né le 22 mai 1954 à Kingston (Jamaïque) et mort le 23 mars 2016 à New York, est un chanteur jamaïcain de ska, rocksteady et reggae qui a chanté en solo ou en tant que membre des Sensations et des Uniques.

## Discographie
- Tell The Youths The Truth (1978), Trojan
- Majority Rule (1978), Burning Sounds
- Makossa International Records Presents Jimmy Riley (1978), Makossa International
- The Jimmy Riley Showcase (1978), Burning Sounds/Yes/Makossa International
- Rydim Driven (1981), Taxi aka Love & Devotion (2000), Rhino
- Put The People First (1982), Shanachie
- Magic (1984), Imp
- World for Everyone (1985)
- Love Fa Real (1995),
- Attention (1996), Abraham
- Rock On (1998), Charm
- Someone Like You (1998), Nyam Up
- Love Canticle (2000), Charm
- Jimmy Riley Now (2001), Jetstar
- Sly and Robbie Presents Jimmy Riley: Pull Up Selector (2009), Taxi

### Compilations
- 20 Classic Hits (1993), Sonic Sounds
- Live It To Know It 1975-1985 (2015), Pressure Sounds